# 용정중학교
용정중학교(龍井中學校)는 대한민국 전라남도 보성군 미력면 용정리에 위치한 사립 중학교이다.

## 학교 연혁
- 2002년 11월 6일 : 학교법인 보성학원 설립 허가
- 2002년 11월 6일 : 초대 황인수 이사장(설립자) 취임
- 2002년 12월 2일 : 용정중학교 설립 인가
- 2002년 12월 2일 : 용정중학교 특성화중학교 지정
- 2003년 3월 1일 : 초대 허기창 교장 취임
- 2003년 3월 10일 : 용정중학교 개교(3학급)
- 2003년 3월 10일 : 제1회 입학식 46명(1,2,3학년 동시 전․입학)
- 2005년 3월 1일 : 자율중학교 최초 지정 고시
- 2022년 11월 6일 : 제5대 황인수 이사장 취임
- 2023년 9월 1일 : 제5대 박경선 교장 취임
- 2025년 1월 11일 : 용정중학교 제22회 졸업식 졸업생 42명, 누계 751명

## 참고 자료
- 용정중학교 - 한국교육학술정보원 학교알리미